# Träslövsläge
Träslövsläge est un village de pêcheurs en Halland, Suède. Le village a une population de 1 985 habitants en 2008. La première mention (comme Tøllen) de Träslövsläge date de 1558-1559.